# Szabó Jenő (újságíró)
Szabó Jenő (születési neve: Soó Jenő, álnevei: Góród Iván, Egy munkás, Ezopusz, (a boj), (rop), (-ó); Marosvásárhely, 1891. január 29. – Marosvásárhely, 1965. június 8.) erdélyi magyar újságíró, író, színpadi író. Felesége Korondi Anna (1893–1973), gyermekei Szabó Rózsa (1925–1936), Szabó Éva Erzsébet (1929–) óvónő és Szabó György Pál (1930–2005) tanár, közéleti személyiség.

## Életútja
Tanulmányait szülővárosában a Római Katolikus Főgimnáziumban, majd a Felsőkereskedelmi Iskolában végezte. 1920-tól a Zord Idő akvizitőre, 1921-től több marosvásárhelyi munkásmozgalmi lapnál dolgozott: 1921–22-ben az Előre munkatársa, majd 1924-ig az Ellenőr, 1924–26 között a Világ felelős szerkesztője. 1929–38 között a Brassói Lapok, 1932–33-ban a temesvári 6 Órai Újság, 1934–40 között a kolozsvári Jóestét és Famunkás tudósítója; 1941–42-ben a Székely Népben jelent meg néhány cikke.
1924–29 között a marosvásárhelyi munkás műkedvelő együttest irányította, a színjátszó csoport számára proletkultos hangvételű színdarabokat írt, a csoport több előadásának rendezője is volt. Amellett irodalmi-ideológiai köröket vezetett a szervezett munkásifjúság körében. Simó Géza után ő volt az Egységes Szakszervezetek Maros megyei titkára. Többször is megjárta a börtönt. Baloldali megnyilvánulásai miatt 1940 után nem lehetett tagja a Sajtókamarának, s írásai sem jelenhettek meg. 1945 után a Népvédelmi Egyesület keretében dolgozott. A személyi kultusz éveiben kizárták a Kommunista Pártból.

## Írói munkássága
Versekkel 1924-ben jelentkezett a marosvásárhelyi Tükörben; 1924–29 között, majd az 1940-es évek második felében több (kéziratban fennmaradt) egyfelvonásos színdarabot írt (Autonómia, Majális, Pacalisták, A Síber, Nincs megállás, Berlin felé, Marshall-demokrácia, Választunk, Fapadon, Besurranók, A telefon, A rendőr). Ezek közül többet az egykorú feljegyzések szerint Kassán, sőt Prágában és New Yorkban is előadtak munkásműkedvelő együttesek. Szabadszerelem címmel fennmaradt egy négyfelvonásos „színpadi kísérlete” is; Árnyvonalak című egyfelvonásosa 1926-ban, a temesvári Munkás Kultúrkör által hirdetett versenyen I. díjat nyert.
Emlékezéseit és számos más írását családja őrzi.